# Medeiros Neto (kommun)
Medeiros Neto är en kommun i Brasilien.   Den ligger i delstaten Bahia, i den sydöstra delen av landet, 800 km öster om huvudstaden Brasília. Antalet invånare är 21 541.
Följande samhällen finns i Medeiros Neto:
- Medeiros Neto

Omgivningarna runt Medeiros Neto är huvudsakligen savann. Runt Medeiros Neto är det mycket glesbefolkat, med 6 invånare per kvadratkilometer.